# Eupterote acinea
Eupterote acinea är en fjärilsart som beskrevs av Swinhoe 1891. Eupterote acinea ingår i släktet Eupterote och familjen Eupterotidae. Inga underarter finns listade i Catalogue of Life.